# Селус (охотничий резерват)

Карта заповедников Танзании

Селус — самая крупная охраняемая территория в Танзании и во всей Африке, носит статус резервата. Площадь 54 600 км², что составляет около 5 % территории страны, из них 5 120 000 га (51 200 км2) — территория самого резервата, остальная территория — это национальные парки Удзунгва-Маунтинс и Микуми, административно входящие в его состав. Расположен в юго-восточной части Танзании, в 219 км от Дар-эс-Салама. В парке протекает река Руфиджи. Животный мир представлен типичными обитателями саванны: слоны, бегемоты, жирафы, львы, леопарды, крокодилы и др.
По парку проходит граница между ареалами двух видов антилопы гну, и это самая южная точка, где встречается жираф масаи. На территории которого проживает порядка 350 видов птиц, а растительность превышает 2000 видов.
Парк был создан в 1922 году как охотничий резерват, в настоящее время также в основном используется, как охраняемый охотничий резерват для сафари, только 5 % территории (Северный Селус) предназначено для рекреационного туризма (фотосафари), где охота запрещена. Постоянное проживание населения на территории резервата запрещено, туристы и охотники проживают в отелях и охотничьих лагерях, расположенных в основном в Северном Селусе. В 1982 году включён в список объектов Всемирного наследия ЮНЕСКО, с 2014 года внесён в список объектов Всемирного наследия ЮНЕСКО, находящихся в опасности, из-за добычи полезных ископаемых на территории парка, строительства ГЭС на р. Руфиджи и браконьерства. Назван по имени Фредерика Кортни Селуса, охотника, изучавшего также местную фауну и вопросы её защиты и сохранения видов, погибшего во время Первой мировой войны, в 1917 году.

## Животный мир
На территории парка обитают одни из крупнейших в Африке популяций крупных диких животных: слонов (Loxodontha africana) — около 100 000 особей (в последние годы сократилась из-за браконьерства), чёрных носорогов (около 2000), бегемотов (около 18 000), кафрских буйволов (около 140 000), 4 000 львов. Также обитают разные виды антилоп: гну (около 100 000), импала (около 250 000), гиеновидные собаки,.большое количество нильских крокодилов и 350 видов птиц, в том числе эндемичные: лесная куропатка Удзунгва (Xenoperdix udzungwensis) и Cinnyris rufipennis. Из-за такой высокой плотности и разнообразия видов, резерват Селус является естественной средой обитания, имеющей исключительное значение для сохранения биологического разнообразия.